# Maria Grazia Rosin
Maria Grazia Rosin (nascida em 1958) é uma artista italiana que trabalha com vidro. O seu trabalho está na colecção permanente do Corning Museum of Glass em Nova York, do Carnegie Museum of Art em Pittsburgh, do Museu Kunst em Dusseldorf e do Murano Glass Museum em Itália.

## Biografia
Rosin nasceu na Itália, em Cortina d'Ampezzo. Foi educada no Istituto d'Arte em Cortina. Em 1979 mudou-se para Veneza e estudou com Emilio Vedova na Academia de Belas Artes, graduando-se em 1983.
Na década de 1980 Rosin pintou e trabalhou com gráficos, ilustração, publicidade e design. Em 1994 já trabalhava exclusivamente com vidro. Em 2005 foi Artist in Residence no Corning Museum of Glass. Também em 2005 ela foi contratada para criar seis lustres para o restaurante do La Scala em Milão.